# 시노미야촌
시노미야촌(일본어: 四宮村)은 [일본]] 오사카부 기타카와치군에 있던 촌이다. 현재의 가도마시 동부에 해당한다.

## 역사
- 1889년 4월 1일 - 정촌제 시행에 의해 맛타군 시노미야촌이 성립하였다.
- 1896년 4월 1일 - 군 통합에 의해 기타카와치군이 성립하였다.
- 1956년 9월 30일 - 가도마정에 편입해, 동일 시노미야촌은 폐지되었다.

## 교통

### 도로
- 국도 제163호선

현재는 제2게이한 도로가 구촌 지역을 통과하지만, 당시에는 미개통 상태였다.

## 참고문헌
- 가도카와 일본 지명 대사전 27 大阪府